# Richard Stockton Field
Richard Stockton Field (Burlington megye, 1803. december 31. – Princeton, 1870. május 25.) az Amerikai Egyesült Államok szenátora (New Jersey, 1862–1863).